# كيلي سوتون
كيلي سوتون (بالإنجليزية: Kelly Sutton)‏ هي سائقة سباق أمريكية، ولدت في 24 سبتمبر 1971 في كراونسفيل في الولايات المتحدة.

## وصلات خارجية
- كيلي سوتون على موقع Racing-Reference.info (الإنجليزية)